# Kenryaku
Kenryaku (建暦) era un nombre de la era japonesa (年号, nengō,, lit. "nombre del año") después de Jōgen y antes de Kempo. Este período comenzó en marzo de 1211 y terminó en diciembre de 1213. El emperador reinante era Juntoku-tennō (順徳天皇).

## Eventos de la era Kenryaku

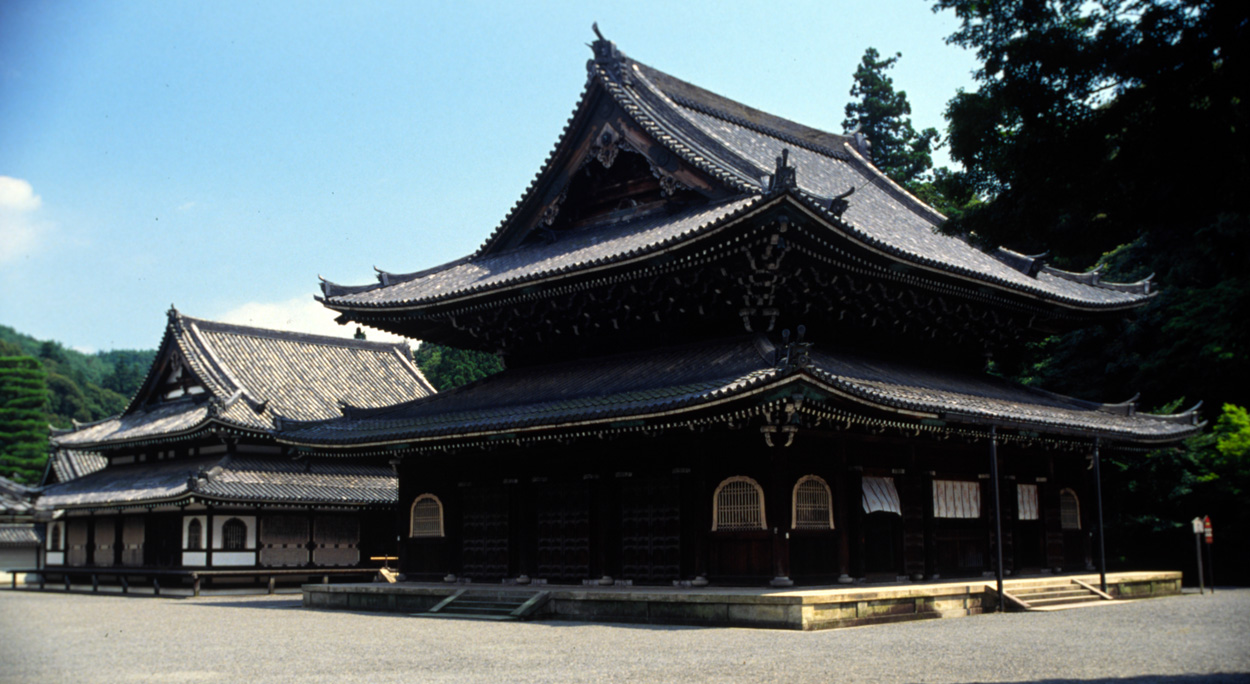
Sennyū-ji se estableció en el primer año de Kenryaku.

- 1211 (Kenryaku 1, 1er mes): El sacerdote budista Hōnen regresó de un período de exilio. Fue el fundador del templo-complejo Sennyuji (泉涌寺, senyō-ji).[3]
- 1211 (Kenryaku 1, 1er mes): La posición del Shogun Sanetomo en la corte fue elevada al primer rango de la tercera clase.[3]
- 2 de enero de 1211 (Kenryaku 1, día 16 del primer mes): El ex Sumo Sacerdote Superior Jien (1155-1225) fue nombrado Abad de Tendai.[4]
- 1212 (Kenryaku 1): Hōnen murió a la edad de 80 años.[5]

## Otros sitios web
- Biblioteca Nacional de la Dieta, "El Calendario Japonés" -- resumen histórico más imágenes ilustrativas de la colección de la biblioteca

| Kenryaku | 1º   | 2º   | 3º |
| -------- | ---- | ---- | -- |
| 1211     | 1212 | 1213 |    |

| Precedido por: Jōgen | Era o nengō: Kenryaku | Sucedido por: Kempo |

- Datos: Q1194260